# Wonoroto (Purworejo)
Wonoroto is een bestuurslaag in het regentschap Purworejo van de provincie Midden-Java, Indonesië. Wonoroto telt 850 inwoners (volkstelling 2010).